# Michel Jouin
Pour les articles homonymes, voir Jouin.
Michel Jouin, né le 29 décembre 1936 à Saint-Brice-sous-Forêt (Seine-et-Oise) et mort le 16 décembre 2018 à Montélimar (Drôme), est un illustrateur et un affichiste français.

## Parcours
Michel Jouin commence comme dessinateur dans la publicité et devient directeur artistique dans plusieurs agences. Dans les années 1960, il se lance dans l'édition puis, dans les années 1980, se consacre aux affiches de cinéma.

## Œuvre

### Affiches de cinéma
- 1983 : Star Wars, épisode VI : Le Retour du Jedi (Return of the Jedi) de Richard Marquand
- 1984 : Indiana Jones et le Temple maudit (Indiana Jones and the Temple of Doom) de Steven Spielberg
- 1984 : Supergirl de Jeannot Szwarc
- 1984 : Starfighter (The Last Starfighter) de Nick Castle
- 1985 : Silverado de Lawrence Kasdan
- 1985 : Hold-up d'Alexandre Arcady
- 1985 : Le Secret de la pyramide (Young Sherlock Holmes) de Barry Levinson
- 1986 : Jean de Florette de Claude Berri
- 1986 : Manon des sources de Claude Berri
- 1988 : Cinema Paradiso (Nuovo cinema Paradiso) de Giuseppe Tornatore
- 1989 : Leviathan de George Pan Cosmatos
- 1990 : La voce della luna de Federico Fellini
- 1995 : Les Misérables de Claude Lelouch

### Illustrations de romans jeunesse
- Michel Manoll, Saint Exupéry, prince des pilotes — coll. « Super 1000 », G. P., 1963
- Claude Malais, Le petit rhinocéros, livre de jeunesse, — Collection Rouge et bleue . Edition Société nouvelle des éditions G. P. (1964)
- Paul Brickhill, Les briseurs de barrage — coll. « Super 1000 », G. P., 1965
- Jacqueline Cervon, Sélim, le petit marchand de bonheur — coll. « Rouge et Or Dauphine », G. P., 1966
- Jacqueline Cervon, Quand la terre trembla à Skopje — coll. « Super 1000 », G. P., 1966
- Firmin Bouglione, Le cirque est mon royaume — coll. « Rouge et Or Souveraine », no 259, G. P. (1968)
- Renée Arembou, La frontière à travers champ, préface du Colonel Rémy, — coll. « Rouge et Or Souveraine », no 291, G. P. (1970)